# Testudinaria unipunctata
Testudinaria unipunctata är en spindelart som först beskrevs av Simon 1893.  Testudinaria unipunctata ingår i släktet Testudinaria och familjen hjulspindlar. Inga underarter finns listade i Catalogue of Life.